# 7 Rings
"7 Rings" (estilizada "7 rings") é uma canção da cantora estadunidense Ariana Grande, contida em seu quinto álbum de estúdio Thank U, Next (2019). Foi composta pela própria em conjunto com Victoria Monét, Tayla Parx, Njomza Vitia, Kimberly Krysiuk, Tommy Brown, Charles Anderson e Michael Foster, sendo produzida pelos três últimos, com Grande e Monét servindo como produtoras vocais. Por incorporar a melodia de "My Favorite Things", do filme The Sound of Music (1965), Oscar Hammerstein II e Richard Rogers são adicionalmente creditados como compositores. A sua gravação ocorreu em outubro de 2018 nos Jungle City Studios em Nova Iorque e no The Record Plant em Hollywood, Califórnia. A faixa foi lançada em 18 de janeiro de 2019, através da Republic Records, servindo como o segundo single do disco. Em 1 de fevereiro de 2019, foi lançado um remix contendo a participação do rapper 2 Chainz, e incluído na versão deluxe japonesa do álbum. A canção entrou para a trilha sonora da telenovela A Dona do Pedaço, da Rede Globo.

## Antecedentes e lançamento
O título da faixa foi primeiramente divulgado no vídeo de "Thank U, Next", em uma cena na qual é mostrado na placa de um carro que a cantora dirige. No dia seguinte ao lançamento do vídeo, Grande confirmou seu título e revelou através de sua conta oficial no Twitter o momento no qual inspirou sua composição: "Bem... Foi um dia bem difícil em Nova Iorque. Minhas amigas me levaram para a [loja] Tiffany's. Nós bebemos muito champanhe. Eu comprei anéis para todas nós — foi bem insano e divertido. E no caminho de volta Njomza disse 'garota, isso tem que se tornar uma música'. Então nós a escrevemos naquela tarde". Ela descreveu-a como "um hino de amizade". Em 10 de janeiro de 2019, Ariana divulgou em seu Instagram a capa do single com a legenda revelando seu lançamento para o dia 18 seguinte.

## Composição
"7 Rings" é uma canção trap-pop com elementos de R&B e duração de dois minutos e cinquenta e oito segundos. Ela possui um baixo pesado que acompanha Grande enquanto ela discute "como o sucesso global permitiu que ela aproveitasse as coisas mais refinadas". A revista Billboard notou que é "a música mais inclinada ao hip hop que Grande lançou na era pós-Sweetener, com Grande quase tocando os versos da canção". A música contém interpolações de "My Favorite Things", composta por Oscar Hammerstein II e Richard Rogers e presente na trilha sonora do filme The Sound of Music (1965), onde Grande canta nos versos: ("Sim, café da manhã na Tifanny's e garrafas de espumante / Meninas com tatuagens que gostam de ficar em apuros / Cílios e diamantes, caixas eletrônicos / Eu mesma compro todas as minhas coisas favoritas"). A música também interpolou "Gimme the Loot" do rapper The Notorious B.I.G. na ponte.
Grande descreveu a música como um "hino de amizade" que "evolui" do single anterior "Thank U, Next", enquanto abraça um novo capítulo. Ela fala sobre como o seu rompimento com Pete Davidson a levou a "tratar seus amigos". Em março de 2019, a  Image/Concord Music, dona dos direitos de publicação de "My Favorite Things" por Rodgers & Hammerstein, recebeu 90% dos royalties de composição da canção. "7 rings" é escrito na chave de C# menor em tempo comum com um tempo de 70 batidas por minuto. A música contém segmentos de rap, no entanto, nas partes de canto, os vocais de Grande vão do G # 3 ao C # 5. 

## Recepção crítica
Brittany Spanos, da Rolling Stone, foi positiva em "7 Rings", chamando-a de "perigosamente divertida e delirantemente intoxicante como o champanhe na Tiffany's com todas as suas melhores garotas". Jamieson Cox da Pitchfork foi mista em sua revisão, disse que a canção "é uma decepção dado todo o hype. Este é o som da música 'My Favorite Things', como capotou por Regina George, e seu sneering tom é muito longe de Sweetener ' benevolências ..." Markos Papadatos do Jornal digital elogiou os vocais de Grande como "suave e cristalina com uma vibração retro" e disse que Grande mostrou "consistência com os singles de rádio que ela lançou, e cada música se destaca do ponto de vista sonoro e lírico." 7 rings "não é diferente." O editor do Atlantic , Spencer Kornhaber, criticou a música, escrevendo o single está provocando arrepios porque ela regride a um uso mais rabugento e imitativo da música negra do que ela fez antes (para não mencionar a evocação do vídeo japonês kawaii ). Ela está usando a cultura como um traje, ou mesmo como uma piada, e não ao contrário caras de fraternidades brancas colocando em grades falsos para uma festa "catraca".

## Desempenho comercial
Em 19 de janeiro de 2019, Scooter Braun, empresário de Grande, twittou que "7 rings" quebrou o recorde de 24 horas no Spotify, recebendo 14,9 milhões de streams em todo o mundo, o que bateu o recorde anterior de "All I Want for Christmas Is You", de Mariah Carey com a diferença de mais de 4 milhões de streams. No entanto, apenas 8.554.577 contaram para o Top 200 do Spotify, datado de 18 de janeiro de 2019.
Nos Estados Unidos, "7 Rings" estreou em primeiro lugar na Billboard Hot 100 de 2 de fevereiro de 2019, tornando-se o segundo single número um de Grande, seguindo "Thank U, Next", e a 33ª música a atingir o topo. Com isso, Grande se juntou a Mariah Carey (3) e Britney Spears (2) como as únicas artistas femininas com várias estreias direto no primeiro lugar; no geral ela é a quinta artista depois de Justin Bieber e Drake. Grande também se tornou o primeiro artista a ter seus dois primeiros singles número um estreando no primeiro lugar. Entre os gráficos de componentes, "7 rings" estreou no topo do gráfico "Streaming Songs" com 85,3 milhões de streams dos EUA na semana que terminou em 24 de janeiro de 2019, segundo a Nielsen Music, a soma marcou a segunda maior semana de streaming de uma música de uma artista feminina (depois da já mencionada "Thank U, Next"). Ela também estreou no número um na parada Digital Songs, com 96.000 downloads. Como o segundo single de seu quinto álbum, Thank U, Next, Grande tem dois singles que estreiam em primeiro lugar no chart, fazendo de Grande o terceiro artista da história a ter um álbum com duas músicas que estreiam no número um  de um mesmo álbum na Hot 100, depois de Scorpion do rapper Drake em 2018 e Daydream da cantora Mariah Carey em 1995. "7 Rings" ocupou o primeiro lugar pela quarta semana após o lançamento do álbum Thank U, Next, bloqueando seus singles "Break Up with Your Girlfriend, I'm Bored" (que estreou no número dois), e "Thank U, Next" (que subiu para o número três). Com três músicas no top 3 simultaneamente, Grande tornou-se o primeiro artista na história desde os Beatles em 1964 a ocupar os três primeiros lugares do chart e o primeiro artista solo a alcançar este feito.  "7 Rings" permaneceu no topo do Hot 100 por oito semanas não consecutivas até ser destronada por "Old Town Road" por Lil Nas X e desceu para o número três em 13 de abril de 2019. Ele permaneceu entre os dez primeiros por suas primeiras 9 semanas até que caiu para o número 11 em 25 de maio de 2019.
No Reino Unido, "7 rings" se tornou o quarto número um de Grande no país. O single vendeu 126k unidades, tornando-se a maior semana de abertura da Grande. Ele também estabeleceu o recorde para o maior número de streams de uma música em uma semana com 16,9 milhões de transmissões. Sobre o gráfico datado de 21 de fevereiro de 2019, "7 rings" foi substituído por "Break Up with Your Girlfriend, I'm Bored", fazendo de Grande a segunda artista feminina a ocupar as duas primeiras posições no UK Singles Chart  e primeira artista feminina a se auto-substituir no topo do gráfico. A canção recuperou a posição de número um na semana seguinte, empurrando "Break Up with Your Girlfriend, I'm Bored" para o número dois, e assim fazendo Grande o primeiro artista no gráfico a se substituir duas vezes consecutivas no topo.
Na Austrália, a música estreou no número um, tornando-se o terceiro número um de Grande no país.

## Vídeo musical
Grande compartilhou uma prévia do vídeo da música em 14 de janeiro de 2019. O vídeo estreou em 18 de janeiro de 2019 no canal do YouTube da Grande. O vídeo apresenta muitos dos amigos próximos de Grande, com quem fez uma viagem de compras que inspirou a música.
O videoclipe foi dirigido por Hannah Lux Davis, que também dirigiu os videoclipes dos singles anteriores de Grande, "Breathin" e "Thank U, Next".

### Recepção
A revista Billboard chamou o vídeo de cor rosa de "atrevido", enquanto Grande e suas amigas exibem seus anéis de diamante em uma festa luxuosa em uma "mansão adornada com diamantes, pichações e uma torre de champanhe".  O Digital Journal deu uma classificação A, chamando-o de "distinto e notável. É criativo e artístico e vai ressoar com seus fãs". O videoclipe de "7 Rings" ganhou 23,6 milhões de visualizações em suas primeiras 24 horas.

### Sinopse

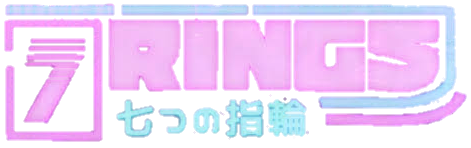
Logo de "7 rings" (estilizado七 つ の リ ン グ) que aparece no inicio do vídeo musical

O vídeo começa com o instrumental da música, do lado de fora de uma casa que envolve outros sons, como sirenes de polícia e helicópteros, enquanto ao mesmo tempo mostra muitas mulheres posando em carros e acariciando umas às outras. Em seguida, mostra o título dizendo "7 rings" (também estilizado como 七 つ の リ ン グ ).

Grande derrama champanhe sobre uma torre de copos de vidro.

A música começa com o lado de fora mostrando uma foto distante mostrando Grande e muitas outras mulheres, que então transita para Grande na cozinha com luzes LED rosa ao seu redor. Ela é mostrada usando jóias em volta do pescoço, orelhas em seu cabelo. Ela também tem extensões de cabelo rosa. A cena então se move para uma festa que mostra dançarinas grandes e alternativas dançando e bebendo champanhe. Depois, a cena seguinte mostra Grande em frente a uma torre de copos de vidro que estão cheios de água. A cena depois mostra Grande derramando uma garrafa de champanhe sobre eles e também mostrando amigos da vida real de Grande, incluindo Alexa Luria e a cantora e compositora Victoria Monét (que também contribuiu composições para a faixa). A cena seguinte mostra Grande deitado na escada com um rabo de cavalo inspirado em Rapunzel , também significando o apartamento de seu ex-namorado Pete Davidson. Enquanto também ainda mostra cenas no início do vídeo, uma cena também mostra Grande derramando uma garrafa de champanhe sobre a torre de copos que acabam caindo. A próxima cena envolve uma casa inspirada na Barbie mostrando Grande em uma roupa de látex rosa (semelhante à capa do álbum Dangerous Woman). Em seguida, mostra Grande rasgando o papel de parede dando disponibilidade para ela espiar dentro. A mudança final é de Grande em uma sala com luzes verdes dando semelhança com o musical Wicked. As cenas finais são de Grande fora com todos os seus amigos e dançarinos de backup, incluindo seu cão Toulouse. Em conclusão, mostra Grande dizendo "My bitches right here", que leva ao final do vídeo da música.

## Controvérsias

### Acusações de plágio
Depois que a canção foi lançada, a rapper Princess Nokia acusou a cantora de copiar sua canção "Mine", de seu álbum 1992 Deluxe (2017), mas precisamente no refrão: ("Eu quero / Eu compro"), que segundo a rapper, se assemelha com o refrão: ("É meu / eu comprei") de sua canção. Além desta acusação, os rappers 2 Chainz e Soulja Boy também acusaram a cantora de plagiarem suas canções "Spend It" e "Pretty Boy Swag", respectivamente. Entretanto, as acusações da Princess Nokia foram apagadas pela própria de suas redes sociais, e o rapper 2 Chainz participou de um remix oficial de "7 Rings", e mais tarde, convidou Ariana para participar do dueto "Rule the World", do quinto álbum de estúdio do rapper, Rap or Go to the League (2019).

## Faixas e formatos
| Download digital e streaming |           |         |  |
| N.º                          | Título    | Duração |  |
| 1.                           | "7 Rings" | 2:58    |  |

## Créditos
Todo o processo de elaboração de "7 Rings" atribui os seguintes créditos:
Gravação
- Gravada em outubro de 2018 nos Jungle City Studios (Nova Iorque) e The Record Plant (Hollywood, Califórnia)
- Mixada nos MixStar Studios (Virginia Beach, Virgínia)
- Masterizada nos Sterling Sound (Nova Iorque)

Publicação
- Publicada pelas empresas Universal Music Group Corp. (ASCAP), GrandAri Music (ASCAP), Victoria Monét Music Publishing (ASCAP), Taylor Monét Music/Warner Chappell (BMI), OWSLA (ASCAP) e District 1-12/Avex Music Publishing (ASCAP)
- Contém demonstrações de "My Favorite Things", composta por Oscar Hammerstein II e Richard Rogers e publicada pela Williamson Music Co. (ASCAP)

Produção
| - Ariana Grande: composição, vocalista principal, produção vocal - Victoria Monét: composição, vocalista de apoio, produção vocal - Tayla Parx: composição, vocalista de apoio - Njomza Vitia: composição - Kimberly Krysiuk: composição - Tommy Brown: composição, produção, programação - Michael Foster: composição, produção, programação - Charles Anderson: composição, produção, programação | - Oscar Hammerstein II: composição - Richard Rogers: composição - Brendan Morawski: gravação - Billy Hickey: gravação - Sean Kline: assistência de gravação - Serban Ghenea: mixagem - John Hanes: assistência de mixagem - Randy Merrill: masterização |

## Desempenho nas tabelas musicais
| Tabela musical (2019)                                  | Melhor posição |
| ------------------------------------------------------ | -------------- |
| África do Sul (Top 40 SA)                              | 7              |
| Alemanha (Media Control Charts)                        | 4              |
| Argentina (Argentina Hot 100)                          | 32             |
| Austrália (ARIA Charts)                                | 1              |
| Áustria (Ö3 Austria Top 40)                            | 2              |
| Bélgica (Ultratop 50 de Flandres)                      | 4              |
| Bélgica (Ultratop 40 da Valônia)                       | 8              |
| Brasil (União Brasileira de Compositores)              | 10             |
| Canadá (Canadian Hot 100)                              | 1              |
| Colômbia (National Report)                             | 41             |
| Coreia do Sul (Gaon Music Chart)                       | 14             |
| Croácia (Croatian Airplay Radio Chart)                 | 7              |
| Dinamarca (Tracklisten)                                | 2              |
| Equador (Charts Ecuador)                               | 39             |
| Escócia (The Official Charts Company)                  | 1              |
| Eslováquia (IFPI Slovenská Republika)                  | 1              |
| Espanha (Productores de Música de España)              | 5              |
| Estados Unidos (Billboard Hot 100)                     | 1              |
| Estados Unidos (Pop Songs)                             | 1              |
| Estados Unidos (Adult Pop Songs)                       | 14             |
| Estados Unidos (Rhythmic Songs)                        | 3              |
| Estados Unidos (Hot Dance Club Songs)                  | 1              |
| Estônia (Eesti Singlid Tipp-40)                        | 1              |
| Finlândia (IFPI Finlândia)                             | 1              |
| França (Syndicat National de l'Édition Phonographique) | 2              |
| Grécia (IFPI Grécia)                                   | 1              |
| Hong Kong (Hong Kong Airplay Chart)                    | 1              |
| Hungria (Magyar Hanglemezkiadók Szövetsége)            | 1              |
| Irlanda (Irish Recorded Music Association)             | 1              |
| Islândia (Lagalistinn)                                 | 1              |
| Israel (Media Forest)                                  | 1              |
| Itália (Federazione Industria Musicale Italiana)       | 5              |
| Japão (Japan Hot 100)                                  | 21             |
| Letônia (EHR Top 40)                                   | 25             |
| Líbano (The Official Lebanese Top 20)                  | 6              |
| Luxemburgo (Luxembourg Digital Songs)                  | 7              |
| México (Mexico Inglés Airplay)                         | 4              |
| Malásia (Recording Industry Association of Malaysia)   | 1              |
| Noruega (VG-lista)                                     | 1              |
| Nova Zelândia (NZ Top 40 Singles)                      | 1              |
| Países Baixos (MegaCharts)                             | 4              |
| Portugal (Associação Fonográfica Portuguesa)           | 1              |
| Reino Unido (UK Singles Chart)                         | 1              |
| Chéquia (IFPI Česká Republika)                         | 1              |
| Singapura (Recording Industry Association Singapore)   | 1              |
| Suécia (Sverigetopplistan)                             | 1              |
| Suíça (Schweizer Hitparade)                            | 1              |
| União Europeia (Euro Digital Songs)                    | 1              |
| Venezuela (National Report)                            | 3              |

| País (Empresa)             | Certificação |
| -------------------------- | ------------ |
| Austrália (ARIA)           | Platina      |
| Brasil (Pro-Música Brasil) | 6× Diamante  |
| Canadá (Music Canada)      | 4× Platina   |
| Espanha (PROMUSICAE)       | Ouro         |
| França (SNEP)              | Ouro         |
| Itália (FIMI)              | Ouro         |
| Nova Zelândia (RMNZ)       | Platina      |
| Reino Unido (BPI)          | Platina      |

## Histórico de lançamento
| Região         | Data                  | Formato(s)                  | Gravadora |
| -------------- | --------------------- | --------------------------- | --------- |
| Mundo          | 18 de janeiro de 2019 | Download digital, streaming | Republic  |
| Austrália      | 18 de janeiro de 2019 | Rádios mainstream           | Republic  |
| Reino Unido    | 18 de janeiro de 2019 | Rádios mainstream           | Republic  |
| Países Baixos  | 19 de janeiro de 2019 | Rádios mainstream           | Republic  |
| Estados Unidos | 22 de janeiro de 2019 | Rádios mainstream           | Republic  |
| Itália         | 25 de janeiro de 2019 | Rádios mainstream           | Universal |